# Prąd Łomonosowa
Prąd Łomonosowa – głębinowy prąd oceaniczny, występujący na terenie Oceanu Atlantyckiego. Płynie z zachodu na wschód w strefie równikowej Atlantyku na głębokości 200-500 metrów poniżej linii wody.